# Peinado grecorromano

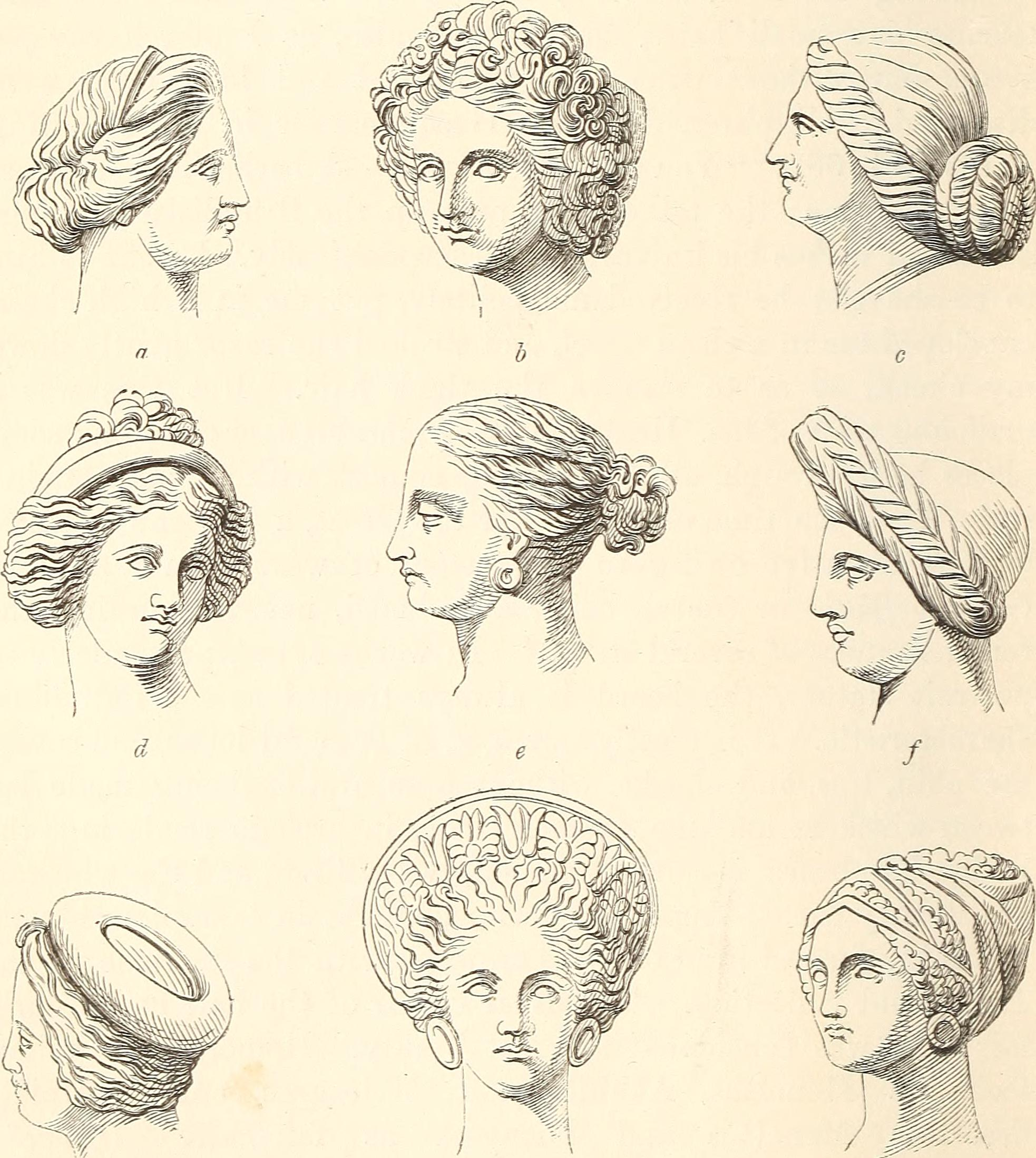
Peinados femeninos griegos y romanos.

En los primeros tiempos, los griegos llevaban el kómē ( κόμη; cabello de la cabeza) largo, y por eso Homero los llama constantemente karēkomóōntes (κᾰρηκομόωντες; de pelo largo).
Tanto los griegos como los romanos usaban cabello postizo o pelucas. Entre ambos pueblos, en la antigüedad, el cabello se cortaba muy corto en señal de luto; entre ambos, los esclavos llevaban el cabello muy corto como señal de servidumbre. 

## Peinados espartanos
Esta antigua práctica fue preservada por los espartanos durante muchos siglos. Los niños espartanos tenían siempre el pelo cortado bastante corto (en chroi keirontes); pero tan pronto como llegaban a la pubertad, lo dejaban crecer largo. Se enorgullecían de su pelo, llamándolo el más «barato» de los adornos (kosmon adapanotatos), y antes de ir a la batalla lo peinaban y arreglaban con especial cuidado, en cuyo acto Leónidas I y sus seguidores fueron descubiertos por un espía persa antes de la batalla de las Termópilas. Parece que tanto los hombres como las mujeres espartanas se anudaban el pelo en un moño sobre la coronilla. Más tarde abandonaron esta antigua costumbre y llevaron el pelo corto, por lo que algunos escritores atribuyen erróneamente esta práctica a un período anterior.

## Peinados atenienses

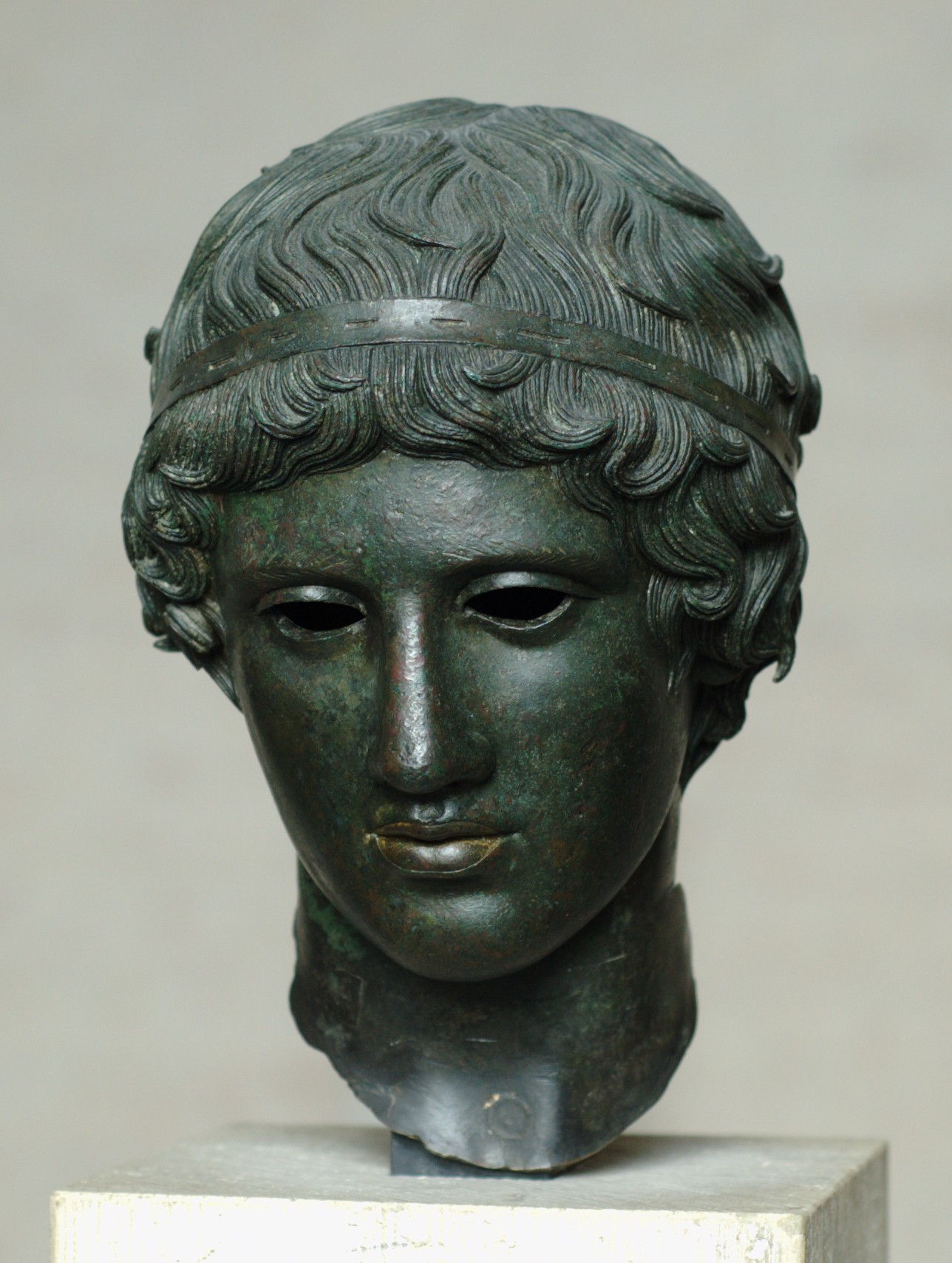
Peinado de un efebo, escultura en bronce de la Gliptoteca de Múnich.

La costumbre de los atenienses era diferente. Llevaban el pelo largo en la infancia y se lo cortaban cuando llegaban a la pubertad. El corte del pelo, que siempre se hacía cuando un niño se convertía en efebo, era un acto solemne, al que se asistía con ceremonias religiosas. Primero se ofrecía una libación a Heracles, que se llamaba oinisteria u oinesteria; y el pelo después de ser cortado se dedicaba a alguna deidad, normalmente a un dios del río. Era una práctica muy antigua ir a Delfos para realizar esta ceremonia, y se dice que Teseo lo hizo.
Los efebos siempre están representados en las obras de arte con el pelo bastante corto, de la manera que también lo llevaban los atletas. Cuando los atenienses pasaron a la edad adulta, volvieron a dejar crecer su pelo. En la antigüedad, en Atenas, el pelo se enrollaba en una especie de nudo en la coronilla de la cabeza, y se sujetaba con ganchos dorados en forma de saltamontes. Esta moda de llevar el pelo, que se llamaba krobylos, había desaparecido justo antes de la época de Tucídides. Las mujeres atenienses también usaban su pelo de la misma manera, que en su caso se llamaba korymbos.

## Mujeres griegas
En los jarrones, las cabezas de las mujeres se mostraban con mayor frecuencia cubiertas con una especie de banda o una cofia de red. De estas coberturas uno se llamaba kredemnos, que era una banda ancha que atravesaba la frente, a veces de metal y otras de cuero, adornada con oro; a esto se le daba también el nombre de stlengis, y parece que era muy parecido a la diadema llamada ampyx. Pero el modelo más común de tocado para las mujeres se llamaba por el nombre general de cecryphalus, y éste se dividía en las tres especies de cecryphalus, saccus y mitra. El kekryphalos, en su sentido más estricto, era una «prisión» o «cofre» de red, que correspondía al latín reticulum. Se usaba tanto de día como de noche y se ha seguido usando desde los tiempos más antiguos hasta la actualidad. Es mencionado por Homero.

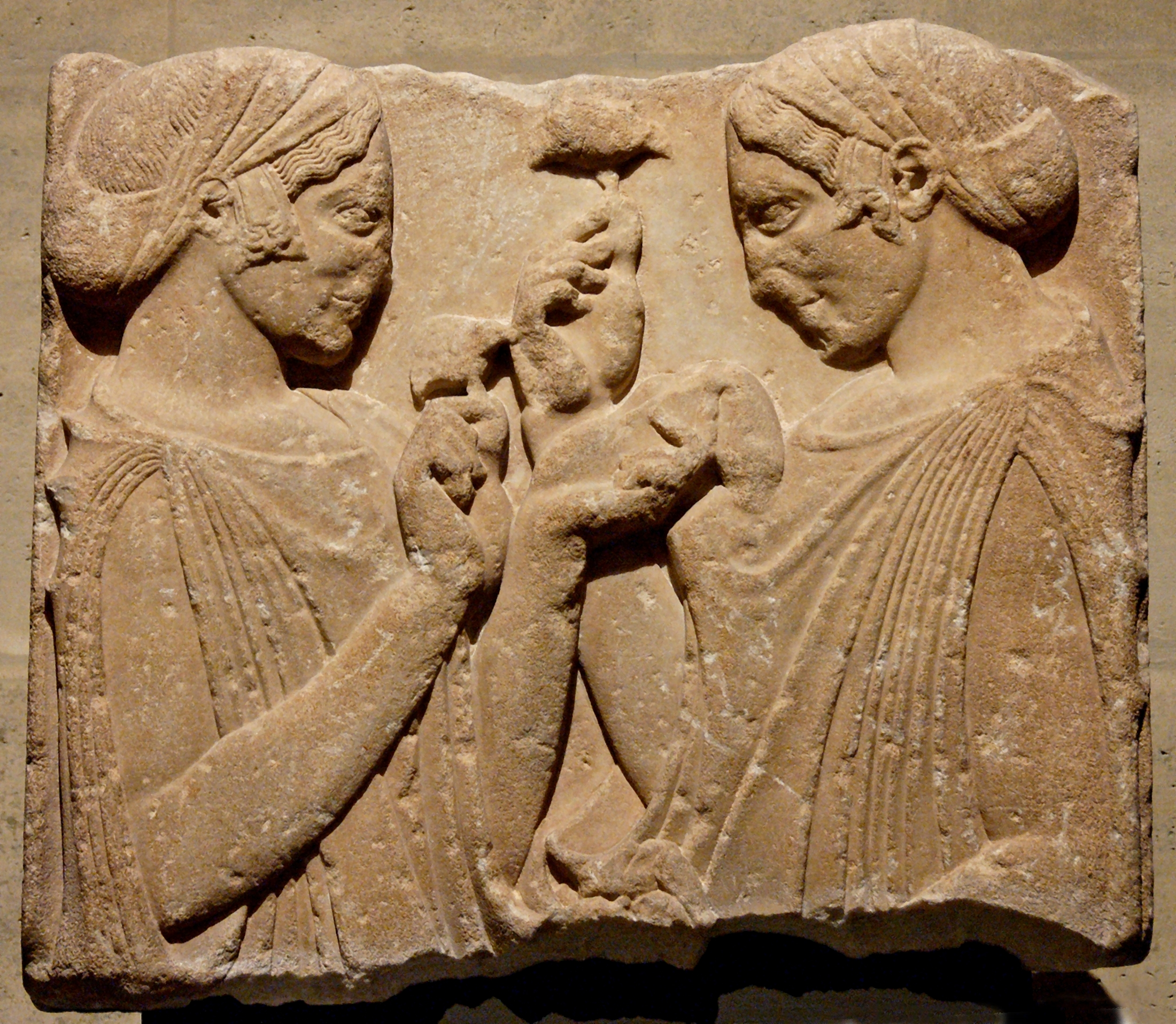
La llamada "Exaltación de la Flor", fragmento de una estela funeraria: dos mujeres que llevan un peplos y kekryphalos (redecilla), sostienen flores de amapola o de granada, y tal vez una pequeña bolsa de semillas. Mármol de Paros, ca. 470-460 a. C. De Farsala, Tesalia.

Estas redecillas estaban frecuentemente hechas de hilos de oro, a veces de seda, o del byssus de Élide, y probablemente de otros materiales, que no son mencionados por los escritores antiguos. Las personas que hacían estas redes se llamaban kekryphaloplokoi. Las mujeres con este tipo de tocado aarecen frecuentemente en las pinturas encontradas en Pompeya, de una de las cuales se toma el corte anterior, que representa a una mujer que lleva una Coa Vestis (tela de Cos).
El sakkos y la mitra estaban, por el contrario, hechos de materiales cercanos. El sakkos cubría la cabeza completamente como un saco o bolsa; estaba hecho de varios materiales, como la seda, el byssus y la lana. Algunas veces, al menos entre los romanos, se usaba una vejiga para responder al mismo propósito. La mitra era una banda ancha de tela de diferentes colores, que se enrollaba alrededor del cabello y se usaba de varias maneras. Originalmente era un tocado oriental, y por lo tanto puede ser comparado con el turbante moderno. A veces se habla de ella como característica de los frigios, pero también la llevaban los griegos, y se dice que Polignoto fue el primero que pintó a las mujeres griegas con mitras. La calantica romana o calvatica es, según Servio, lo mismo que la mitra, pero en un pasaje del Digesto, se la menciona como si fuera distinta.

## Peinados romanos

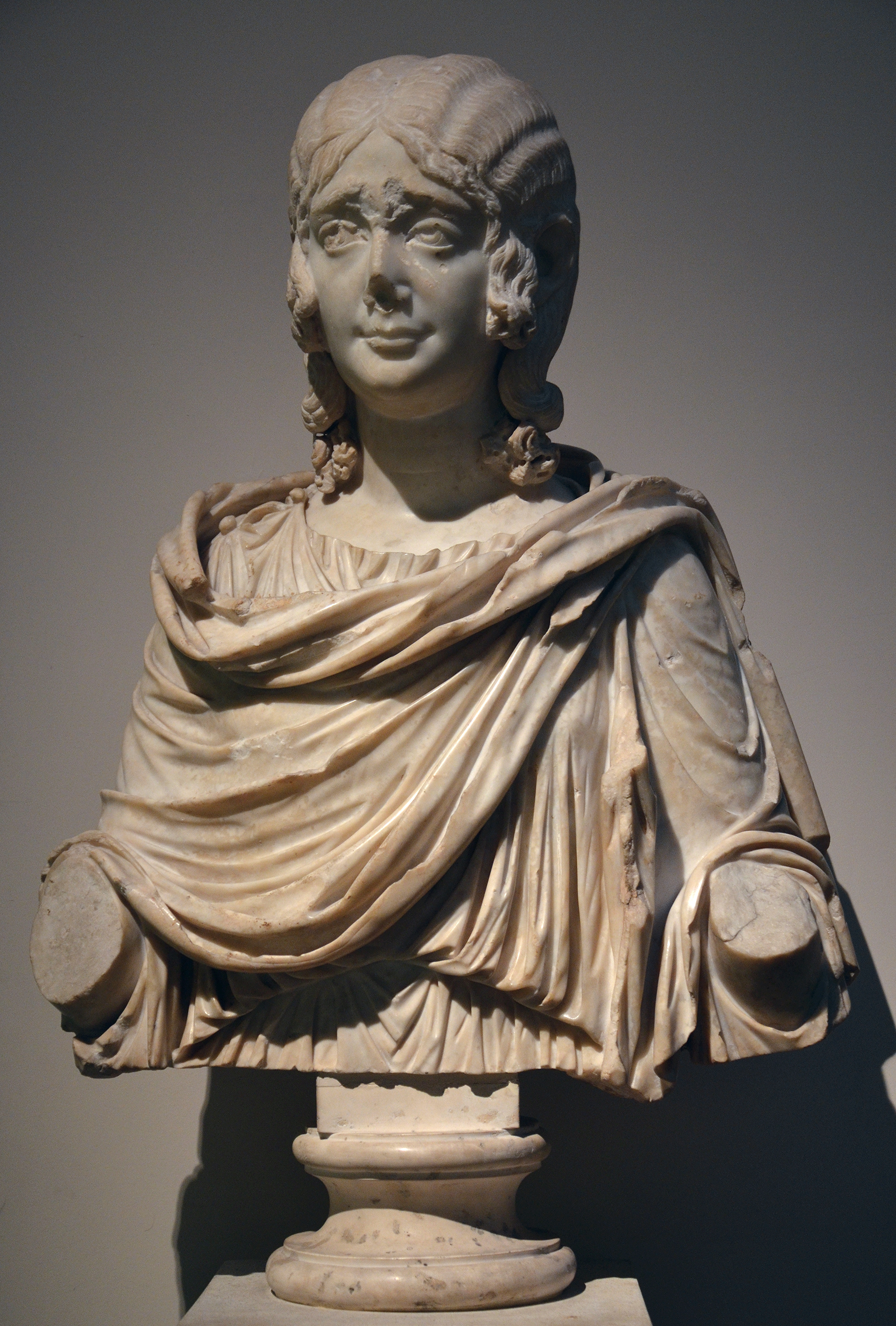
Busto en mármol de una joven romana usando una peluca, alrededor de 120-230, Museo Británico.

En cuanto a los romanos, además del genérico coma, encontramos las siguientes palabras que significan el cabello: capillus, caesaries, crines, cincinnus y cirrus, siendo las dos últimas palabras las que significan cabello rizado. En los primeros tiempos los romanos llevaban el pelo largo, como se representaba en las estatuas más antiguas en la época de Marco Terencio Varrón, y por eso los romanos de la época de Augusto designaban a sus antepasados intonsi, y capillati, pero tras la introducción de los barberos en Italia, se convirtió en una práctica llevar el pelo corto. Las mujeres también originalmente vestían su cabello con gran simplicidad, aunque en el período de Augusto una gran variedad de diferentes tocados se pusieron de moda, muchos de los cuales son descritos por Ovidio. A veces estos tocados se elevaban a una gran altura en filas de rizos falsos.
El peinado de una dama romana en este período fue un asunto muy importante. Las damas romanas le dedicaban tanta atención que tenían esclavos especialmente para este propósito, llamados ornatrices, y los hacían instruir por un maestro en este arte. La mayoría de los tocados griegos mencionados anteriormente también eran usados por las damas romanas; pero las mitrae parecen haber sido confinadas a las prostitutas. Uno de los modos más simples de usar el cabello era dejarlo caer en mechones detrás, y únicamente sujetarlo por una banda que rodeaba la cabeza. Otro plan favorito era trenzar el pelo, y luego sujetarlo por detrás con un gran alfiler.
Tanto los griegos como los romanos llevaban pelucas o cabellos falsos. En la antigüedad, en ambos pueblos, el pelo se cortaba de cerca durante el luto (funus); y en ambos los esclavos se cortaban el pelo de cerca en señal de servidumbre.